# 拨款
拨款（英語：grant）指的是政府、具有社会责任感的企业或慈金基金会、专门的拨款机构等无偿提供给个人或其他实体（通常是非营利组织，有时是地方政府或是某些种类的企业单位）的资产。这些资产一般被用作某个特定用途，例如用于支持某项研究。与贷款不同的是，拨款并不需要偿还。